# Malý Jordán
Malý Jordán je přehradní nádrž v okrese Tábor. Má celkovou rozlohu přibližně 4 ha. Byla vybudována na začátku 50. let 20. století zejména jako usazovací nádržka před vodní nádrží Jordán, na podnět táborského rodáka Václava Janovského – v místě bývalého kamenolomu u místní části Tábor-Náchod.

## Vodní režim
Přehradou protéká Košínský potok.

## Fotogalerie

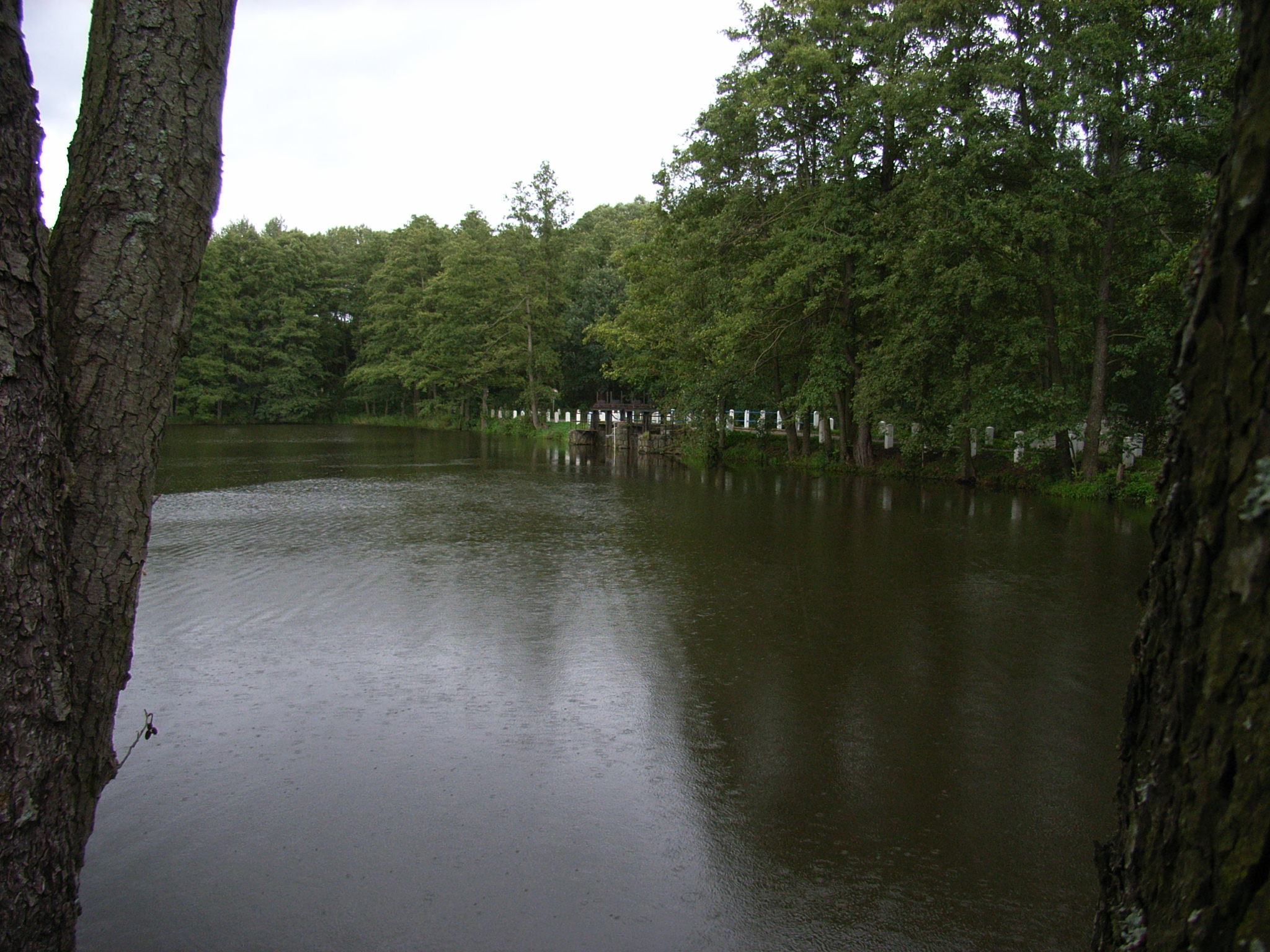
Hráz nádrže Malý Jordán s výpustí k Jordánu
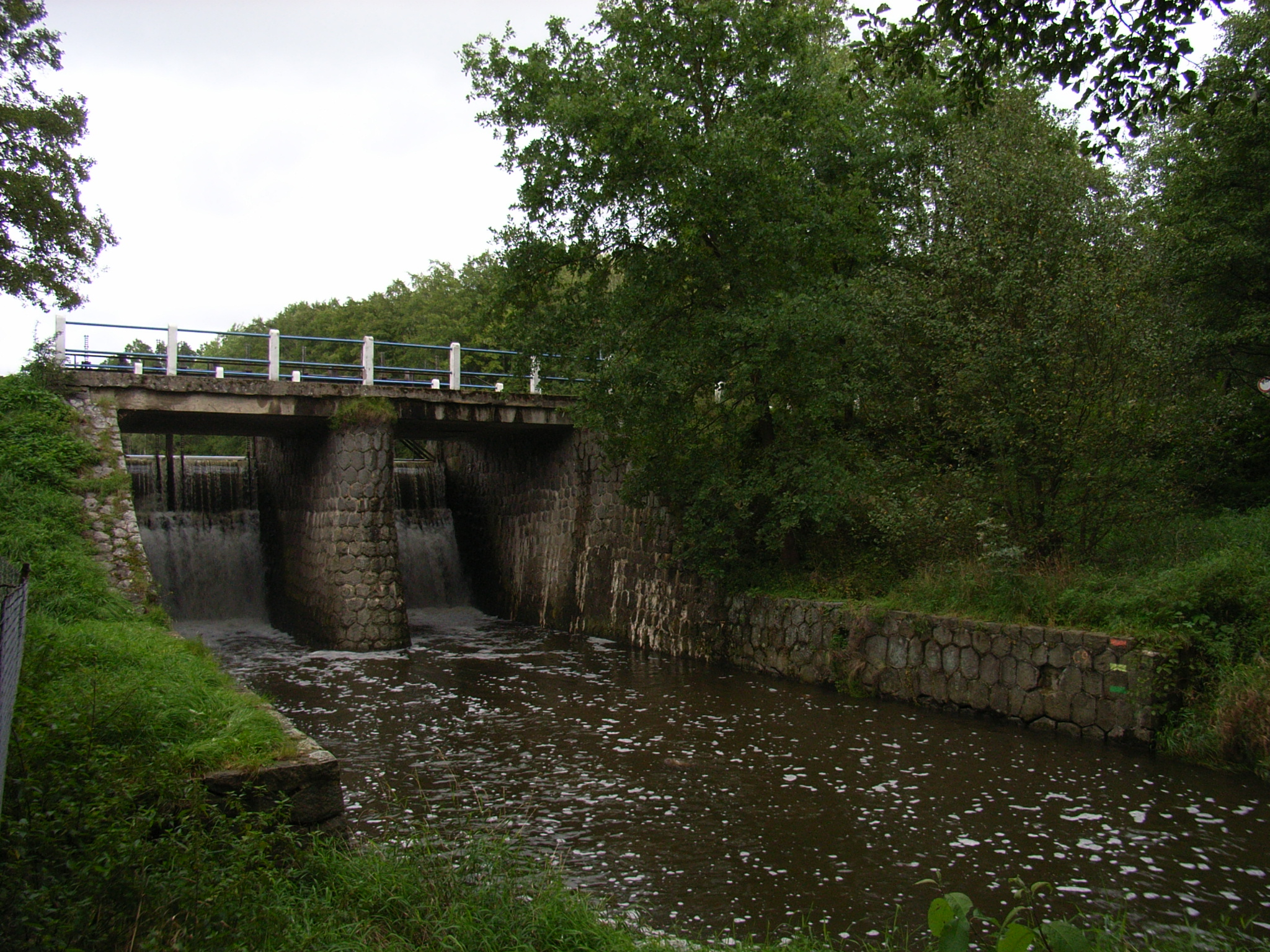
Pokračování Košínského potoka směrem k blízkému Jordánu v Táboře